# Serie A 2011/2012

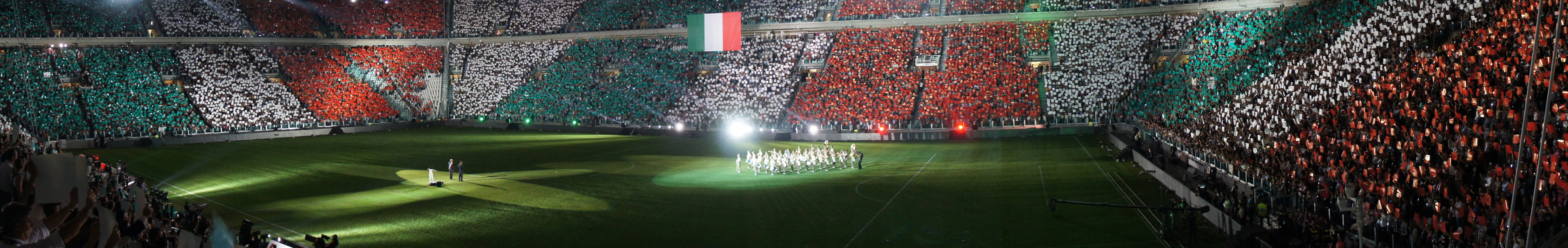
Inaugurace Juventus Stadium na podzim 2011.

Soutěžní ročník Serie A 2011/12 byl 110. ročníkem nejvyšší italské fotbalové ligy a 80. ročníkem od založení Serie A. Soutěž byla započata 27. srpna 2011 a poslední kolo se odehrálo 13. května 2012. Účastnilo se jí opět 20 týmů z toho 17 se kvalifikovalo z minulého ročníku. Poslední tři týmy předchozího ročníku, jimiž byli UC Sampdoria, Brescia Calcio a poslední tým ročníku - AS Bari, sestoupily do druhé ligy. Opačným směrem putovaly Atalanta BC (vítěz druhé ligy, AC Siena a Novara Calcio, která po obsazení 3. místa v ligové tabulce, zvítězila v play-off.
Obhájcem ze sezony 2010/11 byl klub AC Milán, který v letním souboji s klubem FC Inter Milán (vítězem Coppa Italia) získal superpohár Supercoppa Italiana. Jenže ani jeden z těchto celků neodstartoval do nového ročníku dobře, čehož využil klub Juventus FC, který si vytvořil solidní náskok. O ten však kvůli sérii remíz po 15. kole přišel a v čele ho vystřídal obhájce AC Milán. Poté bylo čelo tabulky několik kol velmi vyrovnané, aby v závěru opět odskočil Juventus FC. Poprvé od sezony 2002/03 a od pádu do Serie B ovládl Juventus FC Serii A a získal svůj ztracený 28. titul. Navíc prošel celou soutěží bez jediné porážky, což se dosud v Serri A povedlo jen dvěma týmům. AC Milán v sezoně 1991/92 neprohrál ve 34 duelech (v soutěži 18 týmů) a Perugia Calcio nezískala titul v sezoně 1978/79, přestože neprohrála ve všech 30 zápasech.
Navíc Juventus FC měl po 16 letech šanci vyhrát domácí pohár a získat double. 20. května se mu ve finále Coppa Italia v Římě postavilo SSC Neapol. Soupeř z Neapole však prokázal větší vůli po vítězství a zvítězil 2-0, čímž si zajistil přímý postup do Evropské ligy UEFA.
Titul v soutěži obhajoval AC Milán, který v minulém ročníku získal již 18. prvenství v soutěži.

## Přestupy hráčů
| Jméno               | odkud               | kam                    | cena           |  |
| ------------------- | ------------------- | ---------------------- | -------------- |  |
| Javier Pastore      | US Città di Palermo | Paris Saint-Germain FC | 42 000 000 eur |  |
| Samuel Eto'o        | FC Inter Milán      | FK Anži Machačkala     | 27 000 000 eur |  |
| Alexis Sánchez      | Udinese Calcio      | FC Barcelona           | 26 000 000 eur |  |
| Zlatan Ibrahimović  | FC Barcelona        | AC Milán               | 24 000 000 eur |  |
| Gökhan Inler        | Udinese Calcio      | SSC Neapol             | 18 000 000 eur |  |
| Érik Lamela         | River Plate         | AS Řím                 | 17 000 000 eur |  |
| Dani Osvaldo        | Espanyol Barcelona  | AS Řím                 | 16 000 000 eur |  |
| Alessandro Matri    | Cagliari Calcio     | Juventus FC            | 15 500 000 eur |  |
| Stephan El Shaarawy | Janov CFC           | AC Milán               | 15 500 000 eur |  |
| Mirko Vučinić       | AS Řím              | Juventus FC            | 15 000 000 eur |  |

## Složení ligy v tomto ročníku
| Klub                | Město     | Stadión                             | Kapacita | Trenér | 2010/11          |
| ------------------- | --------- | ----------------------------------- | -------- | --- | ---------------- |
| Atalanta BC         | Bergamo   | Atleti Azzurri d'Italia             | 24 642   | Stefano Colantuono                                                                                               | Serie B          |
| Bologna FC 1909     | Bologna   | Renato Dall'Ara                     | 39 444   | Pierpaolo Bisoli (do 4.10. 2011) Stefano Pioli                                                                   | 16.              |
| Cagliari Calcio     | Cagliari  | Sant'Elia                           | 23 486   | Massimo Ficcadenti (do 8.11. 2011) Davide Ballardini (do 11.3. 2012) Massimo Ficcadenti                          | 14.              |
| Calcio Catania      | Catania   | Angelo Massimino                    | 23 420   | Vincenzo Montella                                                                                                | 13.              |
| AC Cesena           | Cesena    | Dino Manuzzi                        | 23 860   | Marco Giampaolo (do 30.10. 2011) Daniele Arrigoni (do 20.2. 2012) Mario Beretta                                  | 15.              |
| ACF Fiorentina      | Florencie | Artemio Franchi                     | 47 282   | Siniša Mihajlović (do 7.11. 2011) Delio Rossi (do 2.5. 2012) Vincenzo Guerini                                    | 9.               |
| Janov CFC           | Janov     | Luigi Ferraris                      | 36 685   | Alberto Malesani (do 22.12. 2011) Pasquale Marino (do 2.4. 2012) Alberto Malesani (do 22.4. 2012) Luigi De Canio | 10.              |
| US Lecce            | Lecce     | Via del Mare                        | 33 876   | Eusebio Di Francesco (do 4.12. 2011) Serse Cosmi                                                                 | 17.              |
| AC Milán            | Milán     | Giuseppe Meazza                     | 80 074   | Massimiliano Allegri                                                                                             |                  |
| FC Inter Milán      | Milán     | Giuseppe Meazza                     | 80 074   | Gian Piero Gasperini (do 21.9. 2011) Claudio Ranieri (do 26.3. 2012) Andrea Stramaccioni                         | Stříbrná medaile |
| SSC Neapol          | Neapol    | San Paolo                           | 60 240   | Walter Mazzarri                                                                                                  | Bronzová medaile |
| Novara Calcio       | Novara    | Silvio Piola                        | 17 875   | Attilio Tesser (do 30.1. 2012) Emiliano Mondonico                                                                | Serie B          |
| AS Řím              | Řím       | Olimpico                            | 72 698   | Luis Enrique | 6.               |
| SS Lazio            | Řím       | Olimpico                            | 72 698   | Edoardo Reja | 5.               |
| Juventus FC         | Turín     | Juventus Stadium                    | 41 254   | Antonio Conte | 7.               |
| Parma FC            | Parma     | Ennio Tardini                       | 27 906   | Franco Colomba (do 9.1. 2012) Roberto Donadoni                                                                   | 12.              |
| US Città di Palermo | Palermo   | Renzo Barbera                       | 37 242   | Devis Mangia (do 19.12. 2011) Bortolo Mutti                                                                      | 8.               |
| AC Siena            | Siena     | Artemio Franchi – Montepaschi Arena | 15 373   | Giuseppe Sannino                                                                                                 | Serie B          |
| Udinese Calcio      | Udine     | Friuli                              | 41 652   | Francesco Guidolin                                                                                               | 4.               |
| AC ChievoVerona     | Verona    | Marc'Antonio Bentegodi              | 39 211   | Domenico Di Carlo                                                                                                | 11.              |

## Tabulka
| Poř. | Tým                 | Z  | V  | R  | P  | VG | OG | B   |
| ---- | ------------------- | -- | -- | -- | -- | -- | -- | --- |
| 1.   | Juventus FC         | 38 | 23 | 15 | 0  | 68 | 20 | 84  |
| 2.   | AC Milán            | 38 | 24 | 8  | 6  | 74 | 33 | 80  |
| 3.   | Udinese Calcio      | 38 | 18 | 10 | 10 | 52 | 35 | 64  |
| 4.   | SS Lazio            | 38 | 18 | 8  | 12 | 56 | 47 | 62  |
| 5.   | SSC Neapol 1        | 38 | 16 | 13 | 9  | 66 | 46 | 61  |
| 6.   | FC Inter Milán      | 38 | 17 | 7  | 14 | 58 | 55 | 58  |
| 7.   | AS Řím              | 38 | 16 | 8  | 14 | 60 | 54 | 56  |
| 8.   | Parma FC            | 38 | 15 | 11 | 12 | 54 | 53 | 56  |
| 9.   | Bologna FC 1909     | 38 | 13 | 12 | 13 | 41 | 43 | 51  |
| 10.  | AC ChievoVerona     | 38 | 12 | 13 | 13 | 35 | 45 | 49  |
| 11.  | Calcio Catania      | 38 | 11 | 15 | 12 | 47 | 52 | 48  |
| 12.  | Atalanta BC 2       | 38 | 13 | 13 | 12 | 41 | 43 | 46* |
| 13.  | ACF Fiorentina      | 38 | 11 | 13 | 14 | 37 | 43 | 46  |
| 14.  | AC Siena            | 38 | 11 | 11 | 16 | 45 | 45 | 44  |
| 15.  | Cagliari Calcio     | 38 | 10 | 13 | 15 | 37 | 46 | 43  |
| 16.  | US Città di Palermo | 38 | 11 | 10 | 17 | 52 | 62 | 43  |
| 17.  | Janov CFC           | 38 | 11 | 9  | 18 | 50 | 69 | 42  |
| 18.  | US Lecce            | 38 | 8  | 12 | 18 | 40 | 56 | 36  |
| 19.  | Novara Calcio       | 38 | 7  | 11 | 20 | 35 | 65 | 32  |
| 20.  | AC Cesena           | 38 | 4  | 10 | 24 | 24 | 60 | 22  |

Poznámky
- Z = Odehrané zápasy; V = Vítězství; R = Remízy; P = Prohry; VG = Vstřelené góly; OG = Obdržené góly; B = Body
- 1  SSC Neapol vyhrál Coppa Italia a postoupil přímo do základní skupiny Evropské ligy 2012/13. Čtvrté SS Lazio postoupilo do play-off předkola (4. předkolo) a šestý FC Inter Milán do třetího předkola Evropské ligy.
- 2  Atalanta BC přišla před sezónou o 6 bodů za prokázání korupce.

|  | Mistr ligy a Přímý postup do Ligy mistrů 2012/13 |
|  | Přímý postup do Ligy mistrů 2012/13              |
|  | Postup do Play-off Ligy mistrů 2012/13           |
|  | Přímý postup do Evropské Ligy UEFA 2012/13       |
|  | Postup do Play-off Evropské Ligy UEFA 2012/13    |
|  | Postup do 3. předkola Evropské Ligy UEFA 2012/13 |
|  | Sestup do Serie B                                |

## Střelecká listina

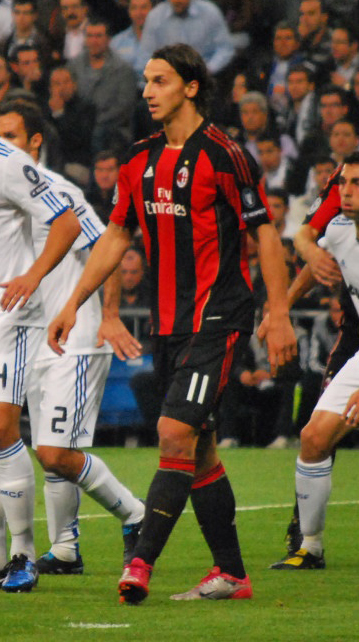
Nejlepší střelec Serie A 2011/12 - Zlatan Ibrahimović.

Nejlepším střelcem tohoto ročníku Serie A se stal švédský útočník Zlatan Ibrahimović. Hráč AC Milan vstřelil 28 branek.
| P.  | Nár        | Hráč               | Tým                 | Branky |
| --- | ---------- | ------------------ | ------------------- | ------ |
| 1.  | Švédsko    | Zlatan Ibrahimović | AC Milán            | 28     |
| 2.  | Argentina  | Diego Milito       | FC Inter Milán      | 24     |
| 3.  | Itálie     | Antonio Di Natale  | Udinese Calcio      | 23     |
| 3.  | Uruguay    | Edinson Cavani     | SSC Neapol          | 23     |
| 5.  | Argentina  | Rodrigo Palacio    | Janov CFC           | 19     |
| 6.  | Argentina  | Germán Denis       | Atalanta BC         | 16     |
| 6.  | Itálie     | Fabrizio Miccoli   | US Citta di Palermo | 16     |
| 8.  | Itálie     | Sebastian Giovinco | Parma FC            | 15     |
| 9.  | Černá Hora | Stevan Jovetič     | ACF Fiorentina      | 14     |
| 10. | Německo    | Miroslav Klose     | SS Lazio            | 13     |

## Vítěz
| Serie A 2011/12 Juventus FC (28. titul) |